# Fulk Fitz Warin, 1. Baron FitzWarine

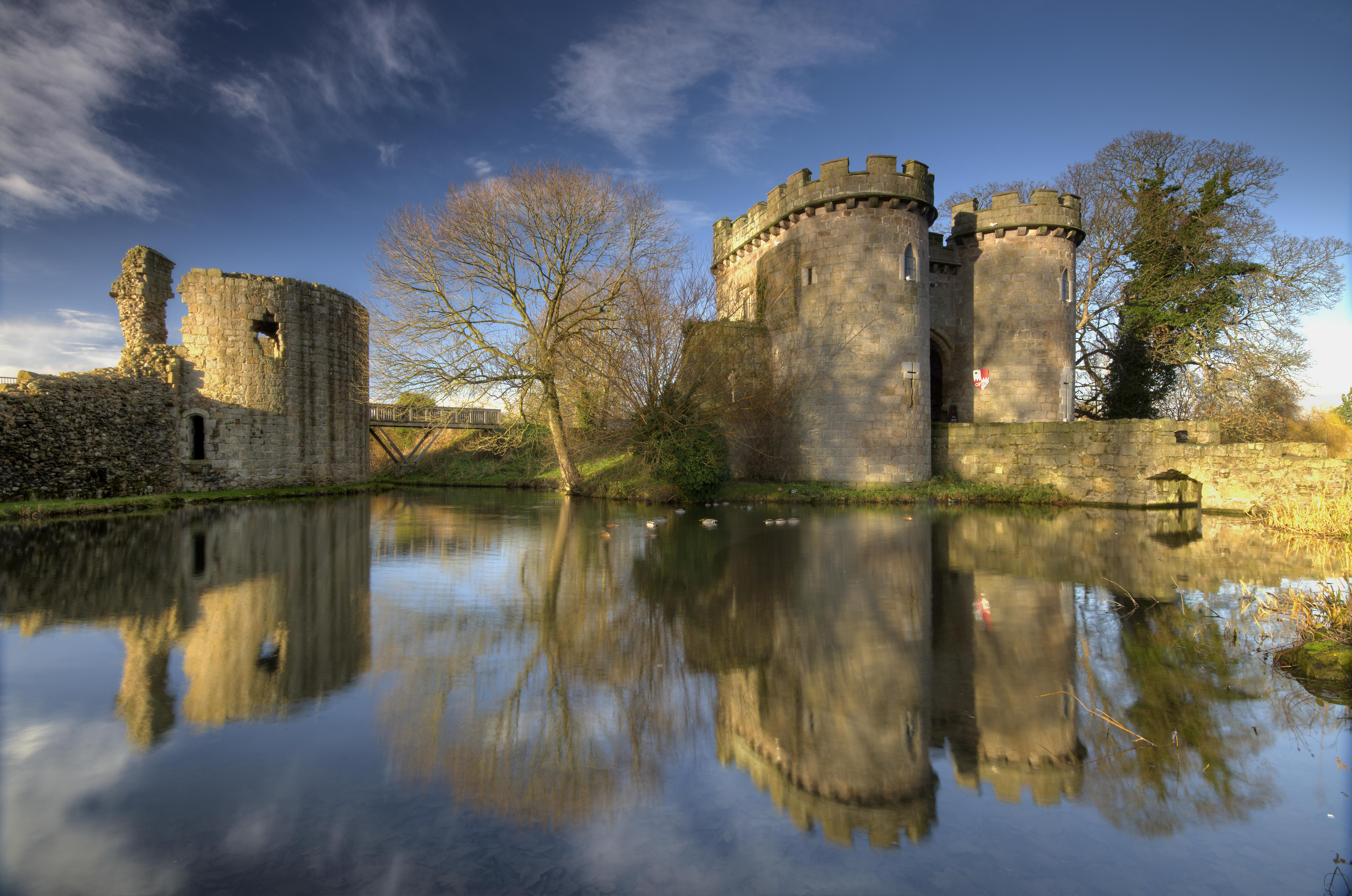
Whittington Castle, der Hauptsitz der Familie Fitzwarine

Fulk Fitz Warin, 1. Baron FitzWarine (auch Fulk Fitzwarine oder Fulk (V) Fitzwarine) (* 1251 oder um 1252; † 1315) war ein englischer Adliger und Militär.

## Herkunft und Erbe
Fulk Fitz Warin war der älteste Sohn seines gleichnamigen Vaters Fulk Fitz Warin (IV) und dessen Frau Clarice (auch Constance). Sein Vater war ein Marcher Lord, der 1264 auf Seiten der königlichen Partei in der Schlacht von Lewes starb. Der junge Fulk wurde zum Erbe von Whittington, Aberbury und weiterer Besitzungen in Shropshire und Gloucestershire, doch seine Vormundschaft und die einträgliche Vormundschaftsverwaltung übernahm zunächst Simon de Montfort, der Sieger der Schlacht von Lewes. Nach der Niederlage und dem Tod Montforts in der Schlacht von Evesham 1265 erhielt Hamo le Strange die Vormundschaft. Sitz der Familie Lestrange war das unweit von Whittington gelegene Knockin Castle, und die Familie war traditionell mit den Fitz Warins verbündet. 1273 wurde Fulk für volljährig erklärt und konnte sein Erbe antreten.

## Dienst als Militär
1277 stritt sich Fitz Warin mit dem walisischen Fürsten Llywelyn ap Gruffydd um den Besitz von Ländereien bei Bauseley in Montgomeryshire. Vor dem 25. Februar 1277 hatte er Margaret († 1336), eine Tochter von Gruffydd ap Gwenwynwyn und dessen Frau Hawise geheiratet. Gruffydd ap Gwenwynwyn war als Lord von Powis ein Gegner von Fürst Llywelyn und mit den Engländern verbündet. In den nächsten Jahren diente Fitz Warin häufig als Militär, vor allem bei der Eroberung der walisischen Fürstentümer durch König Eduard I. Während des walisischen Aufstands von 1294 bis 1295 sollte er 1294 Castell y Bere entsetzen. Danach diente er in den Feldzügen gegen Schottland. Nach der Niederlage in der Schlacht von Stirling Bridge 1297 beauftragte der englische Kommandant Earl Warenne Marmaduke Thwing, Fitz Warin und andere mit der Verteidigung von Stirling Castle, nachdem Sir Richard Waldegrave, der Kommandant der Burg, mit einem Großteil der Besatzung in der Schlacht gefallen war. Die Schotten belagerten nach ihrem Sieg die Burg, worauf die Verteidiger sich bald wegen mangelnder Vorräte ergeben mussten. Der schottische Befehlshaber William Wallace verschonte die Leben von Thwing und Fitz Warin. 1306 nahm Fitz Warin im Gefolge des Thronfolgers Eduard an einem weiteren Feldzug in Schottland teil und wurde zum Knight of the Bath geschlagen. Ab dem 23. Juni 1295 wurde Fitz Warin durch Writ of Summons zu den englischen Parlamenten geladen, weshalb er als Baron FitzWarine gilt.

## Nachkommen
Aus seiner Ehe mit Margaret hatte er mindestens einen Sohn, Fulk Fitz Warin, 2. Baron FitzWarine, der sein Erbe wurde.